# Michael Jacobs

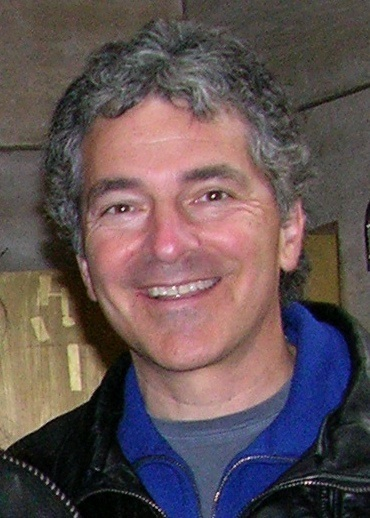
Michael Jacobs em 2013.

Michael Jacobs é um escritor que trabalha na Broadway. Ele foi o criador das séries Boy Meets World, Família Dinossauros, Charles in Charge e My Two Dads.